# Dino Zandegù
Dino Zandegù (ur. 31 maja 1940 w Rubano) – włoski kolarz szosowy, dwukrotny medalista mistrzostw świata.

## Kariera
Największy sukces w karierze Dino Zandegù osiągnął w 1962 roku, kiedy wspólnie z Antonio Taglianim, Danilo Grassim i Mario Maino zdobył złoty medal w drużynowej jeździe na czas na mistrzostwach świata w Salò. Jako że był to debiut tej konkurencji, Włosi zostali pierwszymi w historii drużynowymi mistrzami świata. W tej samej konkurencji reprezentacja Włoch w składzie: Mario Maino, Pasquale Fabbri, Danilo Grassi i Dino Zandegù zdobyła srebrny medal na rozgrywanych rok później mistrzostwach świata w Ronse. Ponadto w latach 1965 i 1969 wygrywał Giro di Romagna, w 1966 roku zwyciężył w Tirreno-Adriático, rok później wygrał Ronde van Vlaanderen, a w latach 1968 i 1969 był najlepszy w Trofeo Masferrer. Wielokrotnie startował w Giro d'Italia, wygrywając łącznie sześć etapów. Najlepszy wynik osiągnął w 1966 roku, kiedy był jedenasty w klasyfikacji generalnej. Rok później zajął osiemnaste miejsce oraz zwyciężył w klasyfikacji punktowej. Zajął również 36. miejsce w Tour de France w 1969 roku. Nigdy nie wystąpił na igrzyskach olimpijskich. Jako zawodowiec startował w latach 1964-1972.